# Cloacina elegans
Espèce
Cloacina elegans est une espèce de nématodes de la famille des Chabertiidae.
C'est une espèce de parasites de marsupiaux (kangourous et wallabies) du centre de l'Australie.